# Campos de Sport de El Sardinero
Campos de Sport de El Sardinero je višenamjenski stadion koji se nalazi u kantabrijskom gradu Santanderu te je dom istoimenom klubu Racing Santanderu. Otvoren je 20. kolovoza 1988. godine te je zamijenio stariji Estadio El Sardinero. Stadion je smješten nasuprot sportske dvorane Palacio de Deportes de Santander.
Prilikom svečanog otvaranja stadiona odigrana je prijateljska utakmica između sjevernih rivala Racing Santandera i Real Ovieda, a nakon toga između Real Madrida i Evertona.

## Nogometne utakmiceFurije
| 3. lipnja 1998.                   |     |                   | |
| Španjolska                        | 4:1 | Sjeverna Irska    | Campos de Sport de El Sardinero, Santander Utakmica: prijateljska utakmica Gledatelja: 18.120 Sudac: Gilles Veissiere (Francuska) |
| Pizzi 30', 37' Morientes 47', 66' |     | Gerry Taggart 43' | Campos de Sport de El Sardinero, Santander Utakmica: prijateljska utakmica Gledatelja: 18.120 Sudac: Gilles Veissiere (Francuska) |

| 9. listopada 2004. 21:45 |     |         | |
| Španjolska               | 2:0 | Belgija | Campos de Sport de El Sardinero, Santander Utakmica: kvali. utakmica za SP 2006. Gledatelja: 17.000 Sudac: Kim Milton Nielsen (Danska) |
| Luque 60', Raúl 65'      |     |         | Campos de Sport de El Sardinero, Santander Utakmica: kvali. utakmica za SP 2006. Gledatelja: 17.000 Sudac: Kim Milton Nielsen (Danska) |

| 3. rujna 2005. 22:00          |     |                | |
| Španjolska                    | 2:1 | Kanada         | Campos de Sport de El Sardinero, Santander Utakmica: prijateljska utakmica Gledatelja: 22.000 Sudac: Claude Colombo (Francuska) |
| Raúl Tamudo 7', Morientes 69' |     | Placentino 73' | Campos de Sport de El Sardinero, Santander Utakmica: prijateljska utakmica Gledatelja: 22.000 Sudac: Claude Colombo (Francuska) |

| 4. lipnja 2008. |     |     | |
| Španjolska      | 1:0 | SAD | Campos de Sport de El Sardinero, Santander Utakmica: prijateljska utakmica Gledatelja: 15.000 Sudac: Sokol Jareci (Francuska) |
| Xavi 78'        |     |     | Campos de Sport de El Sardinero, Santander Utakmica: prijateljska utakmica Gledatelja: 15.000 Sudac: Sokol Jareci (Francuska) |